# Robert Englund
Robert Barton Englund (ur. 6 czerwca 1947 w Glendale w stanie Kalifornia w USA) – amerykański aktor i reżyser. Zasłynął rolą Freddy’ego Kruegera w serii filmów Koszmar z ulicy Wiązów (1984–2003).

## Filmografia

### Aktor
- Buster and Billie (1974) jako Whitey
- Slashed Dreams (1975) jako Michael Sutherland
- Pigalak (1975, Hustle) jako mężczyzna wstrzymujący ruch
- Niedosyt (1976, Stay Hungry) jako Franklin
- St. Ives (1976) jako Zakapturzony
- Zjedzeni żywcem (1977, Eaten Alive) jako Buck
- Kowboj za kółkiem (1977, The Last of the Cowboys) jako Beebo Crozier
- Young Joe, the Forgotten Kennedy (1977) jako Willy
- Bloodbrothers (1978) jako Mott
- The Fifth Floor (1978) jako Benny
- Wielka środa (1978, Big Wednesday) jako narrator, Mucha
- The Courage and the Passion (1978) jako sierżant Bell
- Mind Over Murder (1979) jako Ted Beasly
- The Ordeal of Patty Hearst (1979) jako Informator
- Galaxy of Terror (1981) jako farmer
- Martwy i pogrzebany (1981, Dead & Buried) jako Harry
- Mysterious Two (1982) jako Boone
- Don’t Cry, It’s Only Thunder (1982) jako Tripper
- Thou Shalt Not Kill (1982) jako Bobby Collins
- I Want to Live (1983) jako Sam Cooper
- V (1983) jako Willie
- Journey’s End (1983)
- Hobson’s Choice (1983) jako Freddy Beenstock
- Starflight: The Plane That Couldn’t Land (1983) jako Scott
- The Fighter (1983) jako Charlie
- V: Decydująca bitwa (1984, V: The Final Battle) jako Willie
- V (1984–1985) jako Willie
- Koszmar z ulicy Wiązów (1984, A Nightmare on Elm Street) jako Freddy Krueger
- Koszmar z ulicy Wiązów II: Zemsta Freddy’ego (1985, A Nightmare on Elm Street Part 2: Freddy’s Revenge) jako Freddy Krueger
- Downtown (1986–1987) jako Dennis Shothoffer
- Fangoria’s Weekend of Horrors (1986) jako on sam
- Never Too Young to Die (1986) jako Riley
- Północ – Południe II (1986, North and South II) jako Dezerter
- Koszmar z ulicy Wiązów III: Wojownicy snów (1987, A Nightmare On Elm Street 3: Dream Warriors) jako Freddy Krueger
- Infidelity (1987) jako Scott
- Koszmary Freddy’ego (1988–1990, Freddy’s Nightmares) jako Freddy Krueger
- Koszmar z ulicy Wiązów IV: Władca snów (1988, A Nightmare On Elm Street 4: The Dream Master) jako Freddy Krueger
- Upiór w operze (1989, The Phantom of the Opera) jako Eric Destler/Upiór
- Koszmar z ulicy Wiązów V: Dziecko snów (1989, Nightmare on the Elm Street 5: The Dream Child) jako Freddy Krueger
- The Horror Hall of Fame (1990) jako Gospodarz / Narrator
- Przygody Forda Fairlane’a (1990, The Adventures of Ford Fairlane) jako Smiley
- Freddy nie żyje: Koniec koszmaru (1991, Freddy’s Dead: The Final Nightmare) jako Freddy Krueger
- Makabryczny taniec (1991, Dance Macabre) jako Anthony Wager
- Nightmare Cafe (1992) jako Blackie
- Nocny terror (1993, Night Terrors) jako Marquis De Sade/Paul Chevaller
- Nowy koszmar Wesa Cravena (1994, New Nightmare) jako Freddy Krueger/on sam
- A Perry Mason Mystery: The Case of the Lethal Lifestyle (1994) jako Peter Cartwright
- Morderczy strach (1994, Mortal Fear) jako dr Ralph Wannamaker
- Maglownica (1995, The Mangler) jako Bill Gartley
- Ukryta prawda (1995, The Unspoken Truth) jako Ernest Trainor
- Mr. Payback:An interactive movie (1995) jako on sam
- La Lengua asesina (1996) jako szef, sknera
- The Vampyre Wars (1996)
- Pogromcy umysłów (1997, Starquest II) jako ojciec O Neill
- Władca życzeń (1997, Wishmaster) jako Raymond Beaumont
- Właściwy cel (1997, Perfect Target) jako pułkownik Shakwell
- Gazeciarze (1997, The Paper Brigade) jako Crazy Man Cooper
- Halloween... The Happy Haunting of America! (1997) jako on sam
- Strangeland (1998) jako Jackson Roth
- Ulice strachu (1998, Urban Legend) jako prof. Wexler
- Postrzelone bliźniaki (1998, Meet the Deedles) jako Nemo
- Książę i surfingowiec (1999, The Prince and the Surfer) jako Kratski
- The Directors (1999) jako on sam
- Welcome to Primetime (1999) jako on sam
- Pyton (2000, Python) jako dr Anton Rudolph
- Skok na kasyno (2001, Windfall) jako Scratch
- Zgiń, przepadnij! (2002, Wish You Were Dead) jako Bernie Garces
- Cold Sweat (2002)
- Kako los son (2002)
- Freddy kontra Jason (2003, Freddy vs. Jason) jako Freddy Krueger
- Robert Englund: An Early Work of Horror (2003) jako on sam
- Nobody Knows Anything! (2003) jako Jack Sampson
- Il Ritorno di Cagliostro (2003) jako Erroll Douglas
- The Batman (2004) jako The Riddler (głos)
- Dubbed and Dangerous 3 (2004) jako pan Englund
- 2001 Maniacs (2005) jako burmistrz George W. Buckman
- Repetition (2005) jako on sam
- Urbane (2005) jako profesor Fredricksen
- Mistrzowie horroru: Taniec umarłych (2005) jako prezenter
- A Nightmare on Elm Street: Real Nightmares (2005) jako prowadzący / Freddy Krueger
- The Last Horror Picture Show (2005)
- Behind the Mask: The Rise of Leslie Vernon (2006) jako Doc Halloran
- The Demons 5 (2006) jako Abigor
- Land of Canaan (2006) jako Dan Larkin
- Heartstopper (2006) jako szeryf Berger
- Asylum Hill (2006) jako dr Marsh
- Topór (2006, Hatchet) jako Sampson

### Aktor (gościnnie)
- Police Woman (1974–1978)
- Aniołki Charliego (1976–1981, Charlie’s Angels) jako Harold Belkin
- Alice (1976–1985) jako Sammy
- Soap (1977–1981) jako Simon
- The Hardy Boys/ Nancy Drew Mysteries (1977–1978) jako Gar
- CHiPs (1977–1983) jako Zack
- California Fever (1979) jako Buddy Burns
- Hart to Hart (1980–1984) jako Buddy
- Simon & Simon (1981–1988) jako Monty
- Cassie & Co. (1982)
- Nieustraszony (1982–1986, Knight Rider) jako Edward Kent
- Manimal (1983) jako zbir
- Night Court (1984–1992) jako Arnold Preminger
- Hunter (1984–1991) jako Vaughn
- MacGyver (1985–1992) jako Tim Wexler
- Świat według Bundych (1987–1997, Married... with Children) jako Lucyfer
- Simpsonowie (1989, The Simpsons) jako Freddy Krueger/Jason Voorhees (głos)
- Un Día es un día (1990)
- Strażnik Teksasu (1993–2001, Walker, Texas Ranger) jako Lyle Eckert
- Babilon 5 (1994, Babylon 5) jako Jeremiah
- Sliders (1995–2000) jako dr James Aldohn
- Lo más plus (1995) jako on sam
- Legend (1995) jako Mordechai / Willy Miles
- The Jamie Foxx Show (1996–2001) jako Clive
- Czarodziejki (1998–2006, Charmed) jako Gammill
- Kolorowy dom (1998–2002, The Hughleys) jako Zły, krwiożerczy mózg
- The Directors (1999) jako on sam
- Liga Sprawiedliwych (2001, Justice League) jako Felix Faust (głos)
- The Nightmare Room (2001) jako pan Bell
- High Chaparall (2003–2005) jako on sam
- Randka z gwiazdą (2003–2004, I’m with Her) jako reżyser
- Super Robot Monkey Team Hyperforce Go! (2004) jako Magik (głos)
- Masters of Horror (2005) jako M.C.
- Kości (2010) jako pan Buxley (woźny w Burtonsville HS)
- Hawaii Five-0 (2011)
- Stranger Things (2022) jako Victor Creel[2]

### Reżyser
- Telefon do piekła (1989, 976-EVIL)
- Koszmary Freddy’ego (1988–1990, Freddy’s Nightmares)

## Nagrody i wyróżnienia
| Rok  | Kategoria           | Tytułem        | Nagroda                     | Nota | Źródło |
| ---- | ------------------- | -------------- | --------------------------- | ---- | ------ |
| 2010 | Honorary Headbanger | Robert Englund | Revolver Golden Gods Awards | Laur | [ 3 ]  |